# David DeGrazia
David DeGrazia, né le 20 juillet 1962, est un professeur américain spécialiste de la philosophie et de l'éthique. Il enseigne à l'université George-Washington et est membre de l'Association américaine de philosophie ainsi que de la société américaine pour la bioéthique et l'humanité.

## Œuvres
- Animal Rights: A Very Short Introduction, Oxford University Press, 2002
- Taking Animals Seriously: Mental Life and Moral Status, Cambridge University Press, 1997
- Absolutely Simple And Easy Behavioral Sciences: Usmle, Spex, Specialty Board, Miami Medical Publishing, 2003
- Human Identity and Bioethics, Cambridge University Press, 2005